# Исак Ково
Исак бен Езекия Йосиф Ково (на иврит: יצחק ב"ר חזקיהו יוסף קוב'ו) е еврейски духовник (равин) и писател от Османската империя.

## Биография
Исак Ково е роден в 1770 година в Солун, тогава в Османската империя. След това се установява в Йерусалим. В 1848 година наследява поста хакам баши (главен равин в Османската империя) на 78 години. По време на кариерата си участва в мисии за събиране на средства в Полша, Лондон и Египет. Умира в 1854 година, докато е в Александрия, тогава в Османската империя. Автор е на творби относно Мишна, Шулхан арух, Талмуд, а също така пише и респонси.